# Forme et objet. Un traité des choses
Forme et objet. Un traité des choses est un traité philosophique de Tristan Garcia qui traite de la question métaphysique de l'ontologie (comment les choses se découpent, et comment elles en arrivent à former un monde) et à laquelle il répond en proposant une « ontologie plate ». Il est paru en novembre 2011 aux Presses universitaires de France.
Dans cet essai de métaphysique systématique consacré au problème du découpage des choses, Garcia se demande comment parvenir à produire un système de découpe des choses qui engloberait tout, absolument tout, le sacré, la poussière, l'être humain, l'instant qui passe, les trois-quarts d'une rognure d'ongle et un cercle carré. Il y répond en explicitant une ontologie plate, une ontologie des choses qui les rendrait toutes égales, sans hiérarchie ni valeur, et isolées dans le monde. Cette idée peut se rapprocher de Qu'est-ce qu’une chose ? de Heidegger, bien que Garcia n'y fasse pas référence.
Dans la première partie du livre, il décrit ce monde plat, un peu à la manière de Wittgenstein dans son Tractatus logico-philosophicus, avec des propositions numérotées. Dans la seconde partie, il explore les conséquences d'une telle ontologie des choses.

## Réception
Forme et objet. Un traité des choses est un livre ambitieux, comparable en importance à L'Être et l'Événement d'Alain Badiou « pour son geste de refondation de la philosophie ».